# ハンフリーズ郡 (ミシシッピ州)
ハンフリーズ郡（英: Humphreys County）は、アメリカ合衆国ミシシッピ州の西部、ミシシッピ・デルタ地域に位置する郡である。2010年国勢調査での人口は9,375人であり、2000年の11,206人から16.3%減少した。郡庁所在地はベルゾーナ市（英: Belzoni、発音: [bɛlˈzoʊnə], bel-ZOHN-ə、人口2,235人）であり、同郡で人口最大の都市でもある。郡名は、南北戦争のときに南軍の将軍であり、後にミシシッピ州知事を務めたベンジャミン・G・ハンフリーズに因んで名付けられた。
1976年、当時のクリフ・フィンチ州知事によって「養殖ナマズの世界首都」と呼ばれた。国内で最も多い養殖ナマズを生産していた。郡域の4万エーカー (160 km2) が水面下にあり、ナマズ養殖に使われている。郡庁所在地のベルゾーナから半径65マイル (105 km) で、国内の養殖ナマズの60%が生産されている。しかし、「世界首都」という称号はテネシー州サバンナやルイジアナ州デスアレマンズも唱えている。

## 地理
アメリカ合衆国国勢調査局に拠れば、郡域全面積は431.16平方マイル (1,116.7 km2)であり、このうち陸地418.09平方マイル (1,082.8 km2)、水域は13.07平方マイル (33.9 km2)で水域率は3.03%である。

### 主要高規格道路
- アメリカ国道49号線西
- ミシシッピ州道7号線
- ミシシッピ州道12号線
- ミシシッピ州道14号線
- ミシシッピ州道16号線

### 隣接する郡
- サンフラワー郡 - 北
- レフロア郡 - 北東
- ホームズ郡 - 東
- ヤズー郡 - 南
- シャーキー郡 - 南西
- ワシントン郡 - 西

### 国立保護地域
- セオドア・ルーズベルト国立野生生物保護区（部分）

## 人口動態
以下は2000年の国勢調査による人口統計データである。
| 基礎データ - 人口: 11,206人 - 世帯数: 3,765 世帯 - 家族数: 2,695 家族 - 人口密度: 10人/km2（27人/mi2） - 住居数: 4,138軒 - 住居密度: 4軒/km2（10軒/mi2） 人種別人口構成 - 白人: 27.17% - アフリカン・アメリカン: 71.51% - ネイティブ・アメリカン: 0.10% - アジア人: 0.27% - その他の人種: 0.64% - 混血: 0.31% - ヒスパニック・ラテン系: 1.50% | 年齢別人口構成 - 18歳未満: 32.7% - 18-24歳: 10.7% - 25-44歳: 25.8% - 45-64歳: 18.8% - 65歳以上: 12.0% - 年齢の中央値: 30歳 - 性比（女性100人あたり男性の人口） - 総人口: 87.5 - 18歳以上: 78.7 世帯と家族（対世帯数） - 18歳未満の子供がいる: 36.6% - 結婚・同居している夫婦: 38.3% - 未婚・離婚・死別女性が世帯主: 27.7% - 非家族世帯: 28.4% - 単身世帯: 24.9% - 65歳以上の老人1人暮らし: 10.9% - 平均構成人数 - 世帯: 2.95人 - 家族: 3.54人 | 収入と家計 - 収入の中央値 - 世帯: 20,566米ドル - 家族: 23,719米ドル - 性別 - 男性: 24,948米ドル - 女性: 19,201米ドル - 人口1人あたり収入: 10,926米ドル（州内で7番目に低く、国内でも下から56位である） - 貧困線以下 - 対人口: 38.2% - 対家族数: 32.4% - 18歳未満: 50.3% - 65歳以上: 31.0% |

## 都市と町

### 都市
- ベルゾーナ - 郡庁所在地

### 町
- イソラ
- ルイーズ
- シルバーシティ

### 未編入の町
- ローダイ
- ミッドナイト

## メディア
隣接するサンフラワー郡インディアノーラを本拠にする新聞「ジ・エンタープライズ・トクシン」が、ハンフリーズ郡北部でも配付されている。